# St Margaret's Bay, England
St Margaret's Bay är en vik i Storbritannien.   Den ligger i riksdelen England, i den sydöstra delen av landet, 110 km öster om huvudstaden London.